# Chrionema chryseres
Chrionema chryseres és una espècie de peix de la família dels percòfids i de l'ordre dels perciformes.

## Descripció
Fa 21 cm de llargària màxima. Aleta dorsal amb 6 espines, 16 radis tous i amb la part espinosa mai de color negre atzabeja. 26 radis tous a l'aleta anal. Absència de tentacles als maxil·lars.

## Alimentació
El seu nivell tròfic és de 3,62.

## Hàbitat i distribució geogràfica
És un peix marí i batidemersal (entre 335 i 490 m de fondària sobre fons sorrencs i rocallosos), el qual viu al Pacífic: el sud del Japó, la Xina, Taiwan i les illes Chesterfield i Hawaii (com ara, Oahu).

## Observacions
És inofensiu per als humans i el seu índex de vulnerabilitat és moderat (38 de 100).